# هاري لي (لاعب كرة قدم)
هاري لي (بالإنجليزية: Harry Leigh)‏ (1888 في المملكة المتحدة - ) هو لاعب كرة قدم بريطاني (وحمل سابقاً جنسية المملكة المتحدة لبريطانيا العظمى وأيرلندا) في مركز الهجوم. لعب مع أستون فيلا وستوك سيتي ونادي بارنسلي وWinsford United F.C. ‏.